# Списак рудника у Кини
Овај списак рудника у Кини подружница је списка чланова рудника и наводи радне, напуштене и будуће руднике у земљи и организује се примарном производњом минерала. У практичне сврхе, каменоломи камена, мермера и други могу бити укључени у овај списак. 

## Антимон
- Рудник Зикуангсхан (Xikuangshan Mine) је рудник у Хуану и највеће лежиште антимона у свету. Рудник је отворен 1521. године. 464.000 тона антимона је произведено у руднику између 1892. и 1929. године. Од 1949. до 1981. произведено је 172.000 тона антимона.

## Бор
- Рудник Венгкуангоу (Wengquangou mine) је велики рудник бора који се налази у Лиаонинг провинцији у Кини.[1] Рудник Венгкуангоу представља једну од највећих резерви у Кини која се процењује на 21.900.000 тона руде.

## Злато
- Рудник Џинфенг Голд (Jinfeng Gold Mine) Је комбинација површинског и подземног копа злата у провинцији Гуизоу у Кини.

## Графит
- Рудник Лиумао (Liumao mine) је један од највећих лежишта графита у Кини и у свету.[2] Рудник се налази на северу земље у Монголији. Рудник је проценио резерве од 28.300.000 тона руде са концентрацијом графита од 16%.
- Рудник Пингду (Pingdu mine) је један од највећих рудника графита у Кини и у свету. Рудник се налази на истоку земље у Шандоннгу. Рудник је проценио резерве од 100.000.000 тона руде са концентрацијом графита од 10%.

## Гвожђе
- Рудник Баџиан (Baizhiyan mine) је велики рудник гвожђа који се налази у северној Кини у унутрашној Монголији. Рудник Баџиан представља једну од највећих резерви гвожђа у Кини, а у свету се процењују резерве од 179.000 тона руде са концентрацијом гвожђа од 33,3%.
- Рудник Баогуоси (Baoguosi mine)је велики рудник гвожђа који се налази у северној Кини у унутрашној Монголији. Рудник Баогуоси представља једну од највећих резерви гвожђа у Кини и у свету, с обзиром да су процењене резерве од 107.900.000 тоа руде 33,7%.
- Рудник Бенчи (Benxi mine) је велики рудник гвожђа који се налази у североисточном делу Кине у Лиаонингу. Рудник Бенчи представља једну од највећих резерви гвожђа у Кини и у свету, с обзиром са су процењене резерве од 3.000.000.000 тона руде 43,5% гвожђа.
- Рудник Гончланглинг (Gongchangling mine) је велики рудник гвожђа који се налази у северној Кини у унутрашњој Монголији. Рудник Гончланглинг представља једну од највећих резерви гвожђа у Кини и у свету, с обзиром са су процењене резерве од 760.000.000 тона руде 32,8% гвожђа.[3]
- Рудник Џинлинг (Jinling mine) је велики рудник гвожђа који се налази у северној Кини. Рудник Џинлинг представља једну од највећих резерви гвожђа у Кини и у свету, с обзиром са су процењене резерве од 166.100.000 тона руде 51% гвожђа.[4]
- Рудник Панџиапу (Pangjiapu mine) је велики рудник гвожђа који се налази у северној Кини. Рудник Панџиапу представља једну од највећих резерви гвожђа у Кини, а у свету се процењују резерве од 100.000.000 тона руде 45% гвожђа.[5]
- Рудник Санхеминг (Sanheming mine) је велики удник гвожђа који се налази у унутрашној Монголији у Кини. Рудник Санхеминг представља резерву од 167.000.000 тона руде са 34,8% гвожђа.[6]
- Рудник Схуицханг (Shuichang mine) је велики рудник гвожђа који се налази у северној Кини у унутрашњој Монголији. Рудник Схуицханг представља једну од највећих резерви гвожђа у Кини и у свету, с обзиром са су процењене резерве од 100.000.000 тона руде 35% гвожђа.[7]
- Рудник Сиђиаинг (Sijiaying mine) је велики рудник гвожђа који се налази у северној Кини у унутрашњој Монголији. Рудник Сиђиаинг представља једну од највећих резерви гвожђа у Кини и у свету, с обзиром са су процењене резерве од 2.200.000.000 тона руде са 30% гвожђа.[7]
- Рудник Тадонг (Tadong mine) је велики рудник гвожђа који се налази у северној Кини. Рудник Тадонг представља једну од највећих резерви гвожђа у Кини, а у свету се процењују резерве од 177.000.000 тона руде са 25,2% гвожђа.[6]
- Рудник Вуендуермиао (Wuenduermiao mine) је велики рудник гвожђа који се налази у северној Кини. Рудник Вуендуермиао представља једну од највећих резерви гвожђа у Кини, а у свету се процењују резерве од 120.000.000 тона руде са 36% гвожђа.[6]
- Рудник Јуанџиан (Yuanjiachun mine) је велики рудник гвожђа који се налази у северној Кини. Рудник Јуанџиан представља једну од највећих резерви гвожђа у Кини, а у свету се процењују резерве од 895.000.000 тона руде са 32,7% гвожђа.[6]
- Рудник Жонжанжинг (Zhalanzhangzhi mine) је велики рудник гвожђа који се налази у центру Кине. Рудник Жонжанжинг представља једну од највећих резерви гвожђа у Кини, а у свету се процењују резерве од 200.000.000 тона руде са 45% гвожђа.[8]

## Литијум
- Рудник Чиачик (Jiajika mine) је једно од највећих лежишта литијума у Кини. Налази се у Тагонгу, у централној Кини. Рудник Чиачик има резерве у износу од 80.500.000 тона литијума.[9]

## Флуор
- Рудник Хушан (Hushan mine) је велики рудник флуора који се налази у југоисточној Кини у Зхејиангу. Рудник Хушан представља једну од највећих резерви флуора у Кини, с обзиром да су процењене резерве од 4.500.000. тона руде са 50% флуора.[10]
- Рудник Шизхуиуан (Shizhuyuan mine) је велики рудник који се налази у југоисточној Кини у Хуану. Рудник Шизхуиуан представља једну од највећих резерви флуора у Кини, с обзиром да су процењене резерве од 45.900.000 тона руде са 21,7% флуора.[11]
- Рудник Сумакејкен (Sumoqagan mine) је велики рудник који се налази у северној Кини у унутрашњој Монголији. Рудник Сумакејкен представља једну од највећих резерви флуора у Кини, с обзиром да су процењене резерве од 10.300.000 тона руде са 53,9% флуора.[11]
- Рудник Тејлен (Taolin mine) је велики рудник који се налази у југоисточној Кини у Хуану. Рудник Тејлен представља једну од највећих резерви флуора у Кини, с обзиром да су процењене резерве од 6.100.000 тона руде са 14,3% флуора.[11]

## Магнезијум
- Рудник Ксиафангсхен (Xiafangshen mine) је један од највећих рудника магнезијума у Кини и у свету. Рудник је проценио резерве од 258.000.000 тона руде са 47,3% магнезијума.[8]

## Манган
- Рудник Воафангзи (Wafangzi mine) је рудник који се налази на северу Кине у унутрашњој Монголији. Рудник Воафангзи је један од највећих "манганских" резервата у Кини, с обзиром да су процењено да резерве од 37.700.000 тона мангана.[12]

## Молибден
- Рудник Ианџиазхангзи (Yangjiazhangzi mine) један је од највећих рудника молибдена у Кини. Рудник има резерве од 22.800.000 тона молибдена.[6]

## Ниобијум
- Рудник Бајан Обо (Bayan Obo mine) је рударски град на западу унутрашње Монголије, у Кини. Под управом је града Баотоу. Рудници северно од града су највећа лежишта оних са ретким земним металима који се још увек налазе, и од 2005. године одговорни су за 45% глобалне производње метала.[13]

## Платина
- Рудник Калатонки (Kalatongke mine) је велики рудник који се налази у северном делу Кине, у унутрашњој Монголији. Рудник Калатонки представња један од највећих рудника платине у кини, са процењеним резервама од 55.700.000 тона руде.[14]

## Камен
- Каменолом Иангшан (Yangshan Quarry) је каменолом у близини Нанђига у Кини. Током много векова користио се као извор камена за израду споменика. Каменолом је познат по гигантском недовршеном Стелу који је напуштен у току владавине цара.

## Тантал
- Рудник Нанпинг (Nanping mine) је велики рудник који се налази у јужном делу Кине у Фјужијану. Рудник Нанпинг представља једну од највећих резерви тантала у Кини, с обзиром да су процењене резерве од 14.100.000 тона руде са 0,3% тантала.[15]
- Рудник Тонглиао (Tongliao mine) је велики рудник тантала који се налази у северном делу Кине, у унутрашњој Монголији. Рудник Тонглиао представља једну од највећих резерви тантала у Кини, с обзиром да су процењене резерве од 6.800.000 тона руде са 0,22% тантала.
- Рудник Љичун (Yichun mine) је велики рудник који се налази у јужном делу Кине у Џиангски. Рудник Ључин представља једну од највећих резерви тантала у Кини, с обзиром да су процењене резерве од 34.000.000 тона руде са 0,02% тантала.

## Волфрам
- Рудник Таошикенг (Taoxikeng mine) је велики отворени рудник који се налази у западном делу Џихангиа. Рудник Таошикенг представља једну од највећих резерви волфрама у кини, с обзиром да су процењене резерве од 2.080.000 тона руде са 2,1% фолфрама.[16]

## Ванадијум
- Рудник Дамиао (Damiao mine) је један од највећих рудника ванадијума у Кини. Рудник се налази у унутрашњој Монголији. Процењене резерве су 33.300.000 тона руде са 0,39% ванадијума.[8]